# KATANA 01
KATANA 01（かたな ぜろいち）は、プラスワン・マーケティングによって開発され、FREETELブランドにより販売されるWindows 10 Mobile搭載スマートフォンである。

## 概要
FREETELブランドで発売される初めてのWindows 10 Mobile搭載端末である。本体形状が同社のAndroid搭載端末priori2と同一のため、両者間で背面カバーなどのアクセサリーが共用できる。

## 沿革
- 2015年6月22日 - プラスワン・マーケティングにより発表。予定価格は1万9800円。[2]
- 2015年9月11日 - 詳細スペックが公開。[3]
- 2015年11月25日 - 予約受付開始。販売価格は1万2800円。[4]
- 2015年11月30日 - 発売。[4]
- 2016年9月17日 - 販売価格を8800円に値下げ。[5]